# 安汶副肥䲁
安汶副肥䲁（學名：Paralticus amboinensis），為輻鰭魚綱鳚形目䲁科副肥䲁屬的一種，分布於中西太平洋馬來西亞沙巴東北部到新幾內亞西部的比亞克島和吉爾文克灣海域，深度0至1公尺，背鰭硬棘12-13枚、背鰭軟條17-20枚、臀鰭硬棘2枚、臀鰭軟條18-20枚，體長可達16公分，棲息在沿海有遮蔽的潟湖、海灣、紅樹林及珊瑚礁，雌魚產附著性卵，雄魚有護卵行為，幼魚為浮游性，生活習性不明。